# ماتيلدا دي أنجيليس
ماتيلدا دي أنجيليس (ولدت في 11 سبتمبر 1995) هي ممثلة ومغنية إيطالية. مثلت في أفلام مثل Italian Race و The Prize والمسلسل التلفزيوني التراجع . 

## الحياة المهنية
بدأت العزف على الجيتار والكمان في سن الثالثة عشرة. 
في عام 2011 ، بدأو الغناء في فرقة Rumba de Bodas.  سجلت الفرقة أيضًا ألبومًا بعنوان Karnaval Fou صدر عام 2014. 

## فيلموغرافيا

### فيلم
| عام  | عنوان                       | وظيفة             | ملاحظات                   |
| ---- | --------------------------- | ----------------- | ------------------------- |
| 2016 | العرق الإيطالي              | جوليا دي مارتينو  | الدور القيادي             |
| 2017 | عائلة                       | ستيلا             | الدور المساعد             |
| 2017 | الجائزة                     | بريتا             | دور أساسي                 |
| 2018 | اليوتوبيا                   | ماتيلدا           | الدور القيادي             |
| 2018 | متهور                       | سوليداد أغرامانتي | الدور القيادي             |
| 2019 | أنا راغازي ديلو زيكينو دورو | مارييل فينتري     | فيلم تلفزيوني ، دور قيادي |
| 2020 | إلهي                        | ماريا             | الدور القيادي             |
| 2020 | جزيرة روز                   | غابرييلا          | دور أساسي                 |

### مسلسل تلفزيونى
| عام       | عنوان               | وظيفة              | ملاحظات   |
| --------- | ------------------- | ------------------ | --------- |
| 2015-2018 | Tutto può succedere | أمبرا سكالفينو     | 42 حلقة   |
| 2020      | التراجع             | إيلينا ألفيس       | دور أساسي |
| 2021      | ليوناردو            | كاترينا دا كريمونا | دور أساسي |

## روابط خارجية
- [http://www.imdb.com/name/nm7006860/ Matilda De Angelis

] في قاعدة بيانات الأفلام على الإنترنت